# José Germán González
José Germán González († Veneçuela, 1991-1992) fou un dirigent anarcosindicalista espanyol.
Durant la guerra civil espanyola fou membre de l'agrupació de la CNT d'Amposta i lluità dins la Columna Durruti. En acabar la guerra marxà cap a l'exili i fou internat al camp de concentració de Sant Cebrià de Rosselló, però se n'escapolí a finals de 1939 i treballà en la reconstrucció de la CNT a l'exili des del departament de Cantal, on s'establí el 1941.
Durant l'ocupació francesa pel Tercer Reich va formar part del maquisard. En el Congrés de Mauriac de juny de 1943 fou nomenat Secretari General de la CNT a l'exili, i va organitzar els plenaris de Marsella i Torniac de setembre de 1943, quan passà la secretaria a Juan Manuel Molina Mateo Juanel. Participà també en els plens de Muret de 1944 i de París de 1945, on va denunciar la inoperància del Moviment Llibertari Espanyol (MLE). En acabar la Segona Guerra Mundial va rebre el grau de capità de l'exèrcit francès i fou condecorat.
Cap als anys 1960 es va establir a Veneçuela i cap al 1966 va formar part del Comitè local veneçolà de la CNT.